# 임예환
임예환(林禮煥, 1865년 7월 17일 ~ 1948년 5월 17일)은 조선 말기, 대한제국, 일제강점기, 대한민국의 독립운동가이며 민족대표 33인 중 한 명이다. 천도교 지도자로서 도호(道號)는 연암(淵菴)이다.

## 생애
임예환은 평안남도 중화군 출생이며 어려서는 한학을 배웠다. 24세인 1888년 동학에 입교하였고 1894년 동학농민운동에 참가하였다.
한일 병합 조약 체결을 전후하여 천도교 내에서 반일파와 친일파가 대립할 때는 손병희의 반일 노선을 지지했다. 1919년 2월 25일 천도교 기도회 종료보고와 국장에 참배를 위해 서울(경성부)로 갔다가 손병희, 권동진, 오세창을 만나 3·1 운동에 민족대표 33인 중 한 명으로 참여하기로 결정했다. 나인협, 홍기조, 나용환이 이때 임예환과 함께 참가한 평안도의 천도교 지도자들이었다.
2월 27일 천도교 대표들이 모인 자리에서 최남선이 기초한 기미독립선언서 초안에 서명하고, 3월 1일 태화관모임에서 독립선언서를 낭독하고 만세를 부르는 모임에 참가했다가 징역 2년형을 선고받고 복역했다.
출옥 후에도 항일운동을 계속하다가 병사했다.

## 사후
- 대한민국 정부는 그의 공헌을 기려 1962년 건국훈장 대통령장을 추서하였다.

## 같이 보기
- 독립유공자로 대통령장을 수여받은 사람

## 참고자료
- 김삼웅 (1997). 〈26. 임예환〉. 《33인의 약속》. 서울: 산하. ISBN 89-7650-157-8.
- 임예환 : 독립유공자 공훈록 - 국가보훈처